# Kolmont
Kolmont is een gehucht van Overrepen, een deelgemeente van Tongeren in de Belgische provincie Limburg.
Het gehucht bevindt zich in het noordwesten van de gemeente Tongeren nabij de gemeentegrens met Borgloon en Kortessem. De kern van het gehucht ligt zo'n halve kilometer ten zuidwesten van de dorpskom van Overrepen. Door lintbebouwing langs de Overrepenstraat zijn beide kernen met elkaar vergroeid.

## Etymologie
In 1096 werd voor het eerst melding gemaakt van Kalmont later vermeld als onder meer Calmunt, Coelmont en Kolemont. Dit toponiem bestaat uit twee elementen die beiden zijn afgeleid uit het Latijn: kal/kol en mont. Het element kal/kol komt voort uit het woord calvus en betekent 'kaal'. Mont is ontleend aan het woord mons dat 'berg' betekent en verwijst naar een verhoging in het landschap. Ondanks de Latijnse oorsprong van het toponiem moet het ontstaan van het gehucht niet gezocht worden in de Gallo-Romeinse periode, maar dateert de benaming hoogstwaarschijnlijk uit de hoge middeleeuwen.

## Geschiedenis
Kolmont werd in de 12e eeuw vermoedelijk ingelijfd door Lodewijk I, graaf van Loon. Diens opvolger, Gerard van Loon, liet er snel na zijn aantreden een burcht bouwen ter verdediging van de grens met het Prinsbisdom Luik. Prins-bisschop Rudolf van Zähringen was destijds in een strijd verwikkeld met de graaf omwille van de versterkingen van Brustem en belegerde de burcht van Kolmont rond 1180.
In 1206 gaf Lodewijk II van Loon Kolmont in leen aan Hendrik I van Brabant voor diens steun tijdens de Loonse Oorlog.
In de 14e eeuw stonden het graafschap Loon en het prinsbisdom Luik opnieuw tegenover elkaar in de Loonse Successieoorlogen. Het pleit werd gewonnen door het prinsbisdom en het graafschap Loon verloor in 1366 zijn zelfstandigheid. In deze periode schonken de nieuwe heersers Kolmont in leen aan de Heren van Guigoven.
Aan het eind van de 15e eeuw speelde Kolmont een rol in de machtsstrijd tussen prins-bisschop Johan van Horne en de familie van der Mark. Robrecht II van der Marck bracht de burcht opnieuw in staat van paraatheid en in 1489 kwam het tot een belegering. De troepen van de prins-bisschop konden de burcht van Kolmont innemen. Na de inname beval de prins-bisschop de ontmanteling van de burcht.
Op 23 juni 1761 werd Kolmont gescheiden van Overrepen en ging het een aparte heerlijkheid vormen nadat prins-bisschop Johan Theodoor van Beieren het gebied in erfbezit gaf aan Arnold Christiaan de Bellefroid. Afstammelingen van de Bellefroid lieten er in het midden van de 19e eeuw het Kasteel van Kolmont optrekken.
De oude heerlijkheden werden in de Franse tijd opgeheven. Kolmont, Overrepen en Ridderherk vormden zo één gemeente. Bij de gemeentelijke fusie van 1971 werd de gemeente Overrepen samengevoegd met het naburige Jesseren. De nieuwe gemeente werd vernoemd naar Kolmont, dat centraal tussen beide kernen lag. In 1977 werd deze gemeente al weer opgeheven. Jesseren werd een deelgemeente van Borgloon en Overrepen werd samen met Kolmont een onderdeel van de gemeente Tongeren.

## Bezienswaardigheden
- Burcht van Kolmont, ruïnes van een burcht uit de 12e eeuw
- Heilig-Hartkapel, een kleine veldkapel
- Kasteel van Kolmont, een neobarok landhuis uit de 19e eeuw

## Natuur en landschap
Kolmont ligt in Vochtig-Haspengouw. De hoogte varieert tussen 60 en 108 meter. De kern van het gehucht ligt nabij de top van de Oude Berg. 
Op de zuidelijke flanken van deze steile heuvel ligt het Kolmontbos. Over een afstand van 200 meter daalt de hoogte van 108 tot 68 meter nabij de oevers van de Fonteinbeek. In de vallei komen vooral natte graslanden, populierenaanplantingen en weidepoelen voor. Ten westen van het Kasteel van Kolmont mondt de Fonteinbeek uit in de Mombeek.
Rondom het gehucht wisselen hellingbossen en hoogstamboomgaarden elkaar af. Het landschap is er eerder gesloten en wordt getypeerd door holle wegen, houtkanten en struwelen. Ten oosten van Kolmont is het landschap iets opener en wordt op beperkte schaal aan akkerbouw gedaan.

## Nabijgelegen kernen
Haren, Jesseren, Mulken, Overrepen, Piringen, Zammelen